# Murça (Vila Nova de Foz Côa)
Murça ist eine Ortschaft und ehemalige Gemeinde im Norden Portugals.

## Verwaltung
Murça war Sitz einer eigenständigen Gemeinde (Freguesia) im Landkreis (Concelho) von Vila Nova de Foz Côa. Im ehemaligen Gemeindegebiet leben 107 Einwohner (Stand 30. Juni 2011).
Im Zuge der administrativen Neuordnung in Portugal wurde die Gemeinde Murça am 29. September 2013 aufgelöst und der Gemeinde Freixo de Numão angegliedert.